# Когорно
Кого̀рно (на италиански и на лигурски: Cogorno) е община в Северна Италия, провинция Генуа, регион Лигурия. Разположено е на 38 m надморска височина. Населението на общината е 5632 души (към 2011 г.).
 Административен център на общината е градче Сан Салваторе (San Salvatore).